# Nakskov Indrefjord
Nakskov Indrefjord er et naturområde, der er en del af Nakskov Fjord vest for Lolland. I 1987 erhvervede Fugleværnsfonden 10 hektar af Nakskov Indrefjords sydlige del og administrerer det som naturreservat. Denne østlige del af den kringelkrogede og salte Nakskov Fjord er en sø, der får sit vand fra Rude Å og nedbøren. Nakskov Indrefjord er udpeget af EU som et Natura 2000-område nr. 179 Nakskov Fjord og Inderfjord, hvis naturindhold kræver en særlig bevågenhed og indsats. 
Naturreservatet består af rørskov og lavvandet sø. Søens miljøtilstand er forbedret de senere år, hvilket kan aflæses på antallet af ynglefugle. Blishønen er områdets talrigeste ynglefugl med omkring 30 ynglepar i kanten af rørskoven. Toppet lappedykker er næsten lige så talrig, mens andre ynglefugle tæller knopsvane, grågås, skeand, grønbenet rørhøne, knarand og vandrikse. Området er desuden berømt for sin ynglebestand af rødhovedet and, der i 2021 ynglede igen efter at have forladt fjorden i en årrække.